# Goodbye Angels
"Goodbye Angels" é o quarto single do álbum The Getaway da banda Red Hot Chili Peppers, ao qual foi lançado na rádio em 4 de abril de 2017. A música foi escrita pelo então guitarrista Josh Klinghoffer juntamente com Anthony Kiedis.
Em 14 de abril de 2017, o baterista Chad Smith anunciou em seu Twitter que a banda iria gravar o videoclipe durante o show em Atlanta.
O clipe de Goodbye Angels foi lançado no dia 09 de maio de 2017, estrelado por Klara Kristin e dirigido por Thoranna Sigurdardottir.

## Parada musical
| País/Parada (2017)                             | Melhor posição |
| ---------------------------------------------- | -------------- |
| Estados Unidos (Billboard Alternative Airplay) | 25             |

## Créditos
- Flea – baixo
- Anthony Kiedis – vocal
- Josh Klinghoffer – guitarra, backing vocals
- Chad Smith – bateria